# Elishewa van de Griend
Elishewa Shoshana Guylaine Nofretete Aurora Irène van de Griend ('s-Hertogenbosch, 12 november 1963) is een Nederlands jurist en oud-raadsheer in de Hoge Raad der Nederlanden.
Van de Griend studeerde rechten aan de Katholieke Universiteit Brabant, waar ze aansluitend wetenschappelijk medewerker werd en schreef aan een proefschrift. In 1996 stapte ze over naar het wetenschappelijk bureau van de Hoge Raad der Nederlanden, waar ze werkzaam was als gerechtsauditeur. Op 13 december 2002 promoveerde ze bij Marc Groenhuijsen op Hiaten in de strafrechtelijke rechtsbescherming. Een onderzoek naar aanleiding van het gebruik van het kort geding in strafzaken. Het boek werd tevens uitgegeven door Wolf Legal Publishers te Oisterwijk.
Na haar promotie werd ze benoemd tot rechter bij de Rechtbank 's-Hertogenbosch, en in 2006 tot raadsheer bij het Gerechtshof 's-Hertogenbosch. Van 2009 tot 2011 was ze gedetacheerd als raadsadviseur bij de Hoge Raad, waarna ze weer terugkeerde naar het Hof. In 2013 werd ze benoemd tot senior raadsheer (voorheen vicepresident) van het Gerechtshof 's-Hertogenbosch. Op 2 oktober 2013 werd Van de Griend aanbevolen voor benoeming tot raadsheer in de Hoge Raad, vanwege een vacature die was vrijgekomen in de strafkamer. De Tweede Kamer nam de aanbeveling ongewijzigd over en Van de Griend nam zitting in de Hoge Raad op 1 februari 2014. Van de Griend verliet de Hoge Raad met ingang van 1 januari 2023.
Bestuur van de Hoge Raad:
G. de Groot (president) · M.V. Polak · M.J. Kroeze ·  V. van den Brink · J. de Hullu · R.J. Koopman · M.E. van Hilten (vicepresidenten)

Eerste kamer:
G. de Groot · 
M.V. Polak · 
M.J. Kroeze (vzrs.) · 
A.E.B. ter Heide ·
F.J.P. Lock · 
G.C. Makkink · 
C.E. du Perron · 
F.R. Salomons · 
S.J. Schaafsma · 
C.H. Sieburgh · 
T.H. Tanja-van den Broek · 
K. Teuben · 
H.M. Wattendorff

Tweede kamer:
V. van den Brink · 
M.J. Borgers (vzrs.) · 
Y. Buruma · 
C. Caminada · 
J.C.A.M. Claassens · 
C.N. Dalebout · 
T. Kooijmans · 
M. Kuijer · 
A.E.M. Röttgering ·
A.L.J. van Strien ·
T.B. Trotman

Derde kamer:
M.E. van Hilten · 
J.A.R. van Eijsden (vzrs.) · 
M.T. Boerlage ·
P.A.G.M. Cools ·
E.F. Faase · 
M.W.C. Feteris · 
M.A. Fierstra · 
R.J. Koopman ·
E.N. Punt ·
A.E.H. van der Voort Maarschalk · 
J. Wortel

J.E.M. Polak (i.b.d.) · 
H.G. Sevenster (i.b.d.) · 
C.J. Borman (i.b.d.)

Parket:
F.W. Bleichrodt (procureur-generaal) · 
M.H. Wissink (plv. procureur-generaal) · 

Advocaten-generaal civiel:
B.F. Assink · 
R.H. de Bock · 
B.J. Drijber · 
T. Hartlief · 
F.F. Langemeijer (i.b.d.) · 
S.D. Lindenbergh · 
M.L.C.C. Lückers · 
G.R.B. van Peursem · 
E.B. Rank-Berenschot · 
G. Snijders · 
W.L. Valk · 
P. Vlas · 
E.M. Wesseling-van Gent 

Advocaten-generaal straf:
D.J.C. Aben · 
P.M. Frielink · 
A.E. Harteveld · 
E.J. Hofstee · 
B.F. Keulen · 
D.J.M.W. Paridaens · 
T.N.B.M. Spronken · 
P.C. Vegter (i.b.d.)

Advocaten-generaal belasting:
C.M. Ettema · 
R.L.H. IJzerman · 
R.E.C.M. Niessen · 
P.J. Wattel